# Rua Vergueiro
 (juillet 2025).
Si vous disposez d'ouvrages ou d'articles de référence ou si vous connaissez des sites web de qualité traitant du thème abordé ici, merci de compléter l'article en donnant les références utiles à sa vérifiabilité et en les liant à la section « Notes et références ».
La rua Vergueiro est une rue de São Paulo. 

## Origine du nom
Elle est nommée d'après José Vergueiro.

## Bâtiments remarquables et lieux de mémoire
- Cathédrale métropolitaine orthodoxe de São Paulo (no 1515)
- Centro Cultural São Paulo (no 1000)